# Cidelândia
Cidelândia – miasto i gmina w Brazylii, w Regionie Północno-Wschodnim, w stanie Maranhão.  
Ma powierzchnię 1464,03 km². Według danych ze spisu ludności w 2010 roku gmina liczyła 13 681 mieszkańców, a gęstość zaludnienia wynosiła 9,34 osób/km². Dane szacunkowe z 2019 roku podają liczbę 14 697 mieszkańców. 
Cidelândia graniczy od północy z gminą Rondon do Pará (w stanie Pará), od wschodu z gminami Açailândia i São Francisco do Brejão, od zachodu z Vila Nova Dos Martírios oraz ze stanem Tocantins, a od południa z Imperatriz.
W 2017 roku produkt krajowy brutto per capita wyniósł 8843,71 reali brazylijskich.
Gminę utworzono w 1994 roku, wcześniej tereny te administracyjnie były przynależne do gminy Imperatriz.